# جيولوجيا مقدونيا الشمالية

الخريطة الطبوغرافية لجمهورية

جيولوجيا مقدونيا الشمالية تتضمن دراسة الصخور التي يرجع تاريخها إلى ما قبل الكامبري ومجموعة واسعة من الصخور البركانية والرواسب والمتحولة التي تشكلت في آخر 541 مليون سنة.

## علم طبقات الأرض

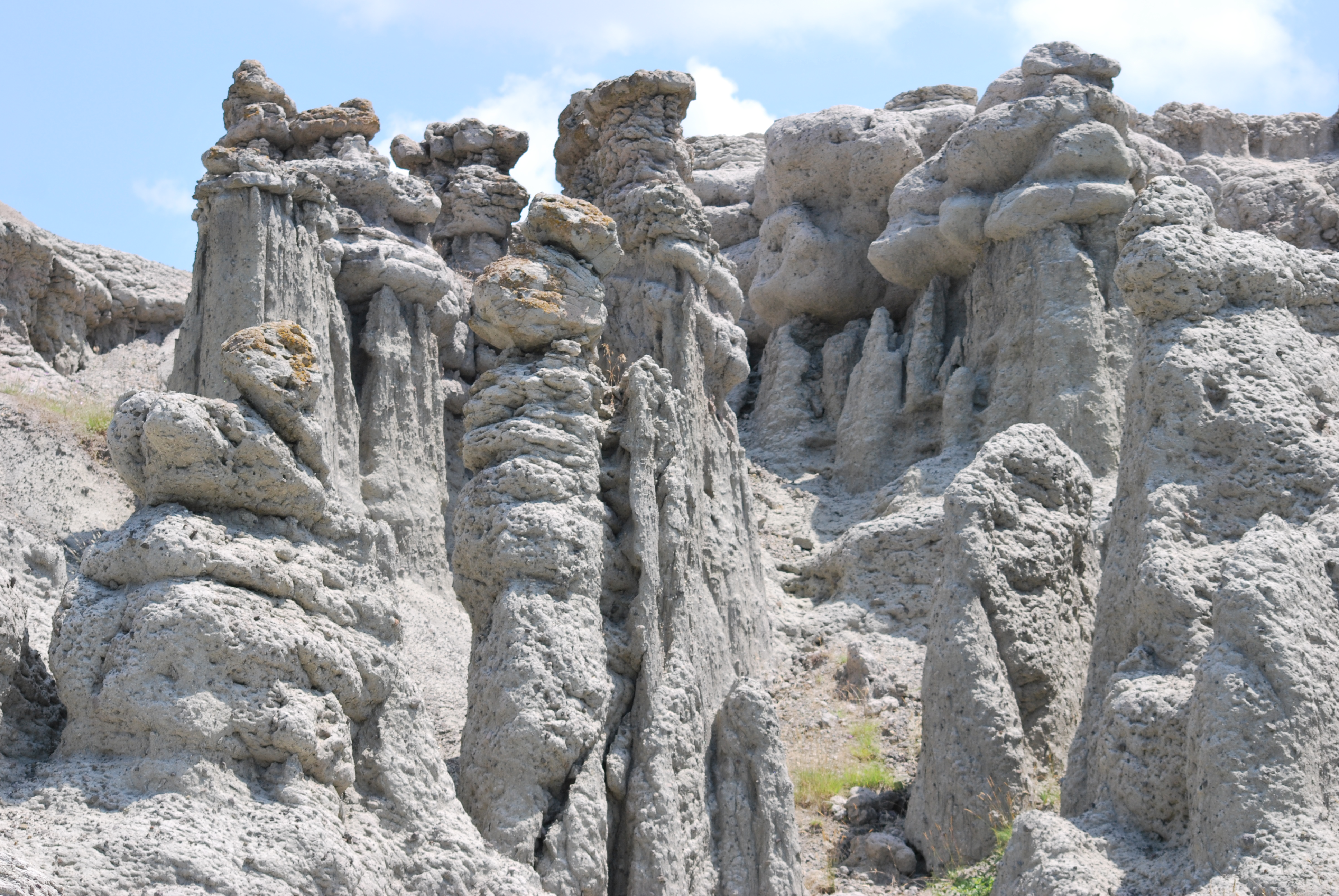
ابراج صخرية

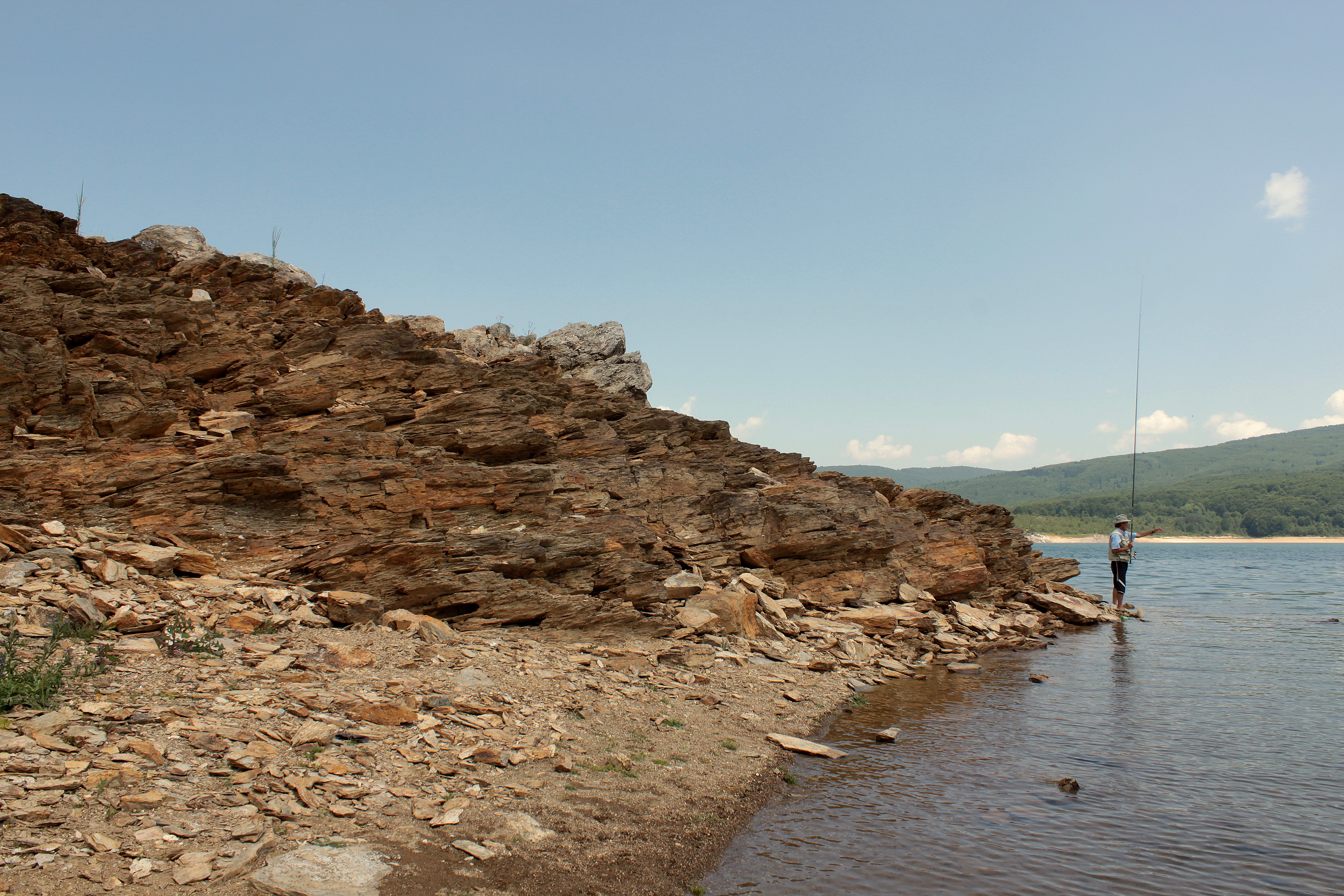
صخور على بحيرة

قام الجيولوجيون بتقسيم البلاد إلى أربع مناطق متميزة (ZMZ - المنطقة المقدونية الغربية، PM - Pelagonian Massif، VZ - Vardar Zone، SMM - Serbo-ماسيف ماسيف) بثلاثة خطوط صدع رئيسية ومميزة بمناطق بركانية (CKZ - منطقة Cukali-Krasta، KZ - منطقة Kraistide). بشكل عام، تصطدم خطوط الصدع من NNW إلى S.
تشتمل تكوينات ما قبل الكمبري على صخور بلورية شديدة التحول وتتميز باسم Pelagonian Horst Anticlinorium (المعروف أيضًا باسم Pelagon، [بحاجة لمصدر] أو كتلة صخور Pelagonian) مع بعض الكتل في منطقة Vardar. يتم توزيعها على نطاق واسع في الجبال الصربية المقدونية. يشتمل الجزء السفلي من المقطع على النيس والبيوتايت والمسكوفيت والصهارة والأوجين النيس والميتاجابرو وإيكلوجيت والأمفيبوليت والصخر الأمفيبوليت والرخام الدقيق. في الجزء العلوي توجد أنواع مختلفة من الميكا شيست والجرانيت والكيانيت والستورولايت. يشمل الجزء العلوي من عصر ما قبل الكمبري في Pelagon Horst Anticlinorium سلسلة مختلطة من النيس والميكا شيست والباريت والسيبوليم والرخام والميتاريوليت مع الكالسيت والدولوميت يصل سمكها إلى ثلاثة كيلومترات. تحتوي أجزاء أخرى من مجمع ما قبل الكمبري على جرانيتات منتشرة على نطاق واسع والتي اندمجت في بعض الحالات مع النيس المحيط. هناك أجسام وأوردة بيغماتيت و aplite. تم تأريخ الجرانيتات من مليار إلى 800 مليون سنة من خلال طرق تأريخ البوتاسيوم والأرجون ويبدو أنها تعود إلى فترة نشأة جرينفيل.
يتكون مجمع ما قبل الكمبري في سلسلة جبال الصرب المقدونية من النيس والميكا شيست والجابرو أمفيبوليت مع كتل صغيرة من الرخام والميتاريوليت. النيس متصل بالجزء السفلي من الكتلة الصخرية ويحتوي على معادن مثل المسكوفيت والبيوتايت والأوجين. يميل شست الميكا إلى الحدوث في نطاقات رفيعة بينما تمثل أمفيبوليت الجابرو تداخلات الصهارة المتحولة والصخور الأساسية مع الميتاف تتخللها أحيانًا النيس والميكا شيست في العصابات والعدسات. في البلاغون، تحتوي الصخور على تحولات إقليمية من النوع البارفي حتى درجة غرينشيست على تسلسل الوجوه المتحولة. في سلسلة جبال الصرب المقدونية، تصل الصخور أيضًا إلى الوجوه الخضراء وتظهر تحولات من النوع الباروفي.

### حقب الحياة القديمة (541-251 مليون سنة)
تنتشر صخور الباليوزويك على نطاق واسع في مقدونيا الشمالية، ولا سيما في الغرب، بما في ذلك التكوينات البركانية والتكوينات Riphean من خلال التكوينات الكمبري والأوردوفيشي والديفوني والسيلوري على أساس رأسيات الأرجل الأحفورية والشعاب المرجانية وذراعيات الأرجل وثلاثيات الفصوص و goniatites. صخور Riphean-Cambrian شائعة بشكل خاص في سلسلة جبال الصرب المقدونية، والتي تمثل متواليات رسوبية بركانية من صخور الألبيت والإيدوت والكلوريت والصخر الزيتي الألبيتي والكوارتز والسيريكيت والأمفيبول ميتاجابرو وقاعدة ميتادياباس، مثل مجمع فلاسينا في صربيا. تهيمن Metarhyolites أيضًا على الجزء Riphean-Cambrian من منطقة Vardar، بما في ذلك الفيلايت والسبليت والقرنية والكلوريت والكلوريت spilite-mica والصخور المتحولة منخفضة الدرجة. يتم تمثيل صخور Ordovician من خلال metasediments مثل phyllite، الرملي phyllite، الكوارتزيت الحجر الرملي وبعض الصخر الزيتي. يحتوي Silurian أيضًا على صخور تشبه الفيلايت ولكن بها نسبة أكبر من صخور البورفير البركانية والكوارتز. يتم تعريف Devonian هو غرب مقدونيا الشمالية أيضًا بواسطة phyllites، جنبًا إلى جنب مع صخر الجرافيت، والتكتل، والكوارتزيت، والصخور الكربونية، جنبًا إلى جنب مع الرخام الذي يحتوي على أحافير crinoid. تشير تكوينات حقبة الحياة القديمة في مناطق مختلفة إلى أن الوحدات السفلية هي الأكثر تعقيدًا في شرق مقدونيا الشمالية، بينما تميل التكوينات الأوردوفيشي والديفونية إلى أن تكون أقل عددًا في منطقة فاردار وتكون بشكل عام أكثر تواجدًا في الغرب. يهيمن Kraistides، وهو مجمع بركاني يمتد إلى بلغاريا المجاورة، على بعض أجزاء البلاد، مع وجود نباتات خضراء، وقاعدة ميتادياباس، و spilite في مستوياتها السفلية، وشست الفيلايت في مستوياتها العليا.
تشمل تكوينات الصهارة الباليوزوية تداخلات جرانيتية في كل من الغرب والشرق، مثل بيليستر ماسيف في الغرب، وهو معروف جيدًا للجيولوجيين لأنه يخترق تكوينات العصر الكاليدوني القديم، والتي تشكلت قبل 456 مليون سنة. وهي تشمل البيوتايت والجرانيت القلوي والأقمار الصناعية. يرتبط جرانوديوريت Kruschevo بجبال Hercynian منذ 289 مليون عام والذي يمثل الجرانيت الحيوي الذي تأثر بالتحول الشديد. يميل الجرانيت هنا إلى أن يكون كارثيًا بينما تم تحويل البيوتايت إلى حد كبير إلى معادن ثانوية. تحتوي منطقة Kraistide في الشرق على بعض الاختراقات الإضافية، بما في ذلك الجرانيت الرقائقي والجرانيت ذي اللون الوردي، جنبًا إلى جنب مع حجر الرخام السماقي الأبليت والكوارتز.

### الدهر الوسيط (قبل 251-66 مليون سنة)
توجد الصخور الترياسية في الغالب في غرب مقدونيا الشمالية، على الرغم من أنها أقل في منطقة فاردار، والتي تغطي مساحة صغيرة فقط في منطقة حدود ديلتشيفو بالقرب من بلغاريا. وهي عبارة عن صخور بركانية في الوحدات السفلية مغطاة بالدولوميت الكربوني. الصخور الجوراسية شائعة بشكل خاص في منطقة فاردار، خاصة في الغرب. في هذه المنطقة، تتنوع الصخور بشكل كبير بسبب تكوينات الأفيوليت والكتل الصخرية. تم العثور على الأفيوليت في كتل سربنتين فوق مافيك أو في بعض الأحيان كمجمعات أفيوليت أكثر اكتمالا. بصرف النظر عن الصخور الفائقة القاعدة، هناك أيضًا دياباز، وجابرو، وبريدوتيت، وبازلت. في منطقة فاردار، توجد سلسلة من العيوب والحفاضات مغلفة وذات ثعبان شديد. يعد Radusha Massif أهم كتلة صخرية من الأفيوليت، تغطي مساحة 60 كيلومترًا مربعًا شمال غرب سكوبي. تم استخراج خام الكروم من الكتلة الصخرية لعقود من الزمن، كما أنها تستضيف الدونيت والهارزبورجيت والأوردة وعدسات الجابرو والرودينجيت. تشمل Gabbro-diorites من مجموعة ophiolite صخور Demir Kapija-Gevgelija و Klepa و Skopska Crna Gora في الجزء الأوسط من منطقة Vardar. يمتد دمير كابيجا- جيفجيليجا ماسيف على مساحة 400 كيلومتر مربع.
تكتل الكتلة القاعدية في منطقة دمير كابيجا بأحجار جيرية ضخمة من تيثونيان. يتم تحديد تراكمات Ophiolite-gabbro على أنها جابروس من النوع المحيطي ويعتقد أن البازلت قد تشكلت من ما يصل إلى 20 في المائة من صخور القشرة الموجودة مسبقًا. من بين الأجسام الصخرية الحمضية المتطفلة في المنطقة الجرانيت والجرانوديوريت. في الغرب، بالقرب من جبل كوراب، يوجد تكوين من الحجر الجيري مع طبقات من الصخر وتكوين ذبابة يسيطر على التربة الفرعية، ويتكون من الحجر الطيني والحجر الجيري والحجر الطيني. باتجاه الجنوب يوجد مجمع أفيوليت إضافي مع صخور مماثلة لمنطقة فاردار.
تشمل الصخور الطباشيريّة أمثلة من العصر التوروني والسنوني. توجد الصخور الألبانية فقط حول مدينة شتيب الجنوبية الشرقية. Flysch هي البقايا الأكثر شيوعًا من Senonian، لا سيما في منطقة Vardar الغربية (حتى ثلاثة كيلومترات من التكتلات المتناوبة، والحجر الرملي، والأركوز، والمارل، والحجر الجيري، والحفريات الروحية - تتحول أكثر نحو الحجر الطيني في الشرق). على طول نهر Radika ونهر Drim في غرب مقدونيا، فإن flysch عبارة عن كتلة من الحجر الجيري الرملي الكربوني والحجر الجيري olistolith. تشمل الأجسام المتطفلة من العصر الطباشيري أجسامًا صغيرة من الجرانيت على طول منطقة صدع بيلاجون، والتي يعود تاريخها إلى 118 مليون سنة مضت.

### حقب الحياة الحديثة (منذ 66 مليون سنة - الحاضر)
يمثل العصر الحجري القديم رواسب إيوسين القارية والبحرية، جنبًا إلى جنب مع التكوينات البركانية من النيوجين وآخر 2.5 مليون سنة من العصر الرباعي. توجد صخور الأيوسين بشكل أساسي في منطقة فاردار، وخاصة بالقرب من Delchevo على طول الحدود البلغارية وديبار. يشكل التكتل الأحمر أو البنفسجي والحجر الرملي الطبقات السفلية جنبًا إلى جنب مع تكوينات دبس السكر. يتم تراكبها بتسلسل متناوب من الرمل والطين مع طبقات الحجر الجيري الغنية بأحفوريات الإيوسين. يحتوي نهر أوليغوسين على طول الحدود البلغارية على صخور الكوارتز والداسيت. ترسب دبس القاري خلال العصر الميوسيني والبليوسيني مع الرمل والطين والتوف والرماد البركاني، على الرغم من وجود بعض طبقات التراب الدياتومي والحجر الجيري في منطقة بيلاجون. يملأ وادي سكوبي مارل، بسماكة 1.5 كيلومتر. تُغطى رمال البليوسين بالحجر الجيري والحجر الجيري الناتج عن قيعان البحيرات والمياه الحرارية المائية. التكوين البركاني Zletovo-Kratovo هو أيضا من نفس الفترة. أنتجت الانفجارات الصغيرة البازلتية على حافة منطقة فاردار في أوائل العصر الرباعي بعضًا من أصغر الصخور في البلاد.

## جيولوجيا الموارد الطبيعية

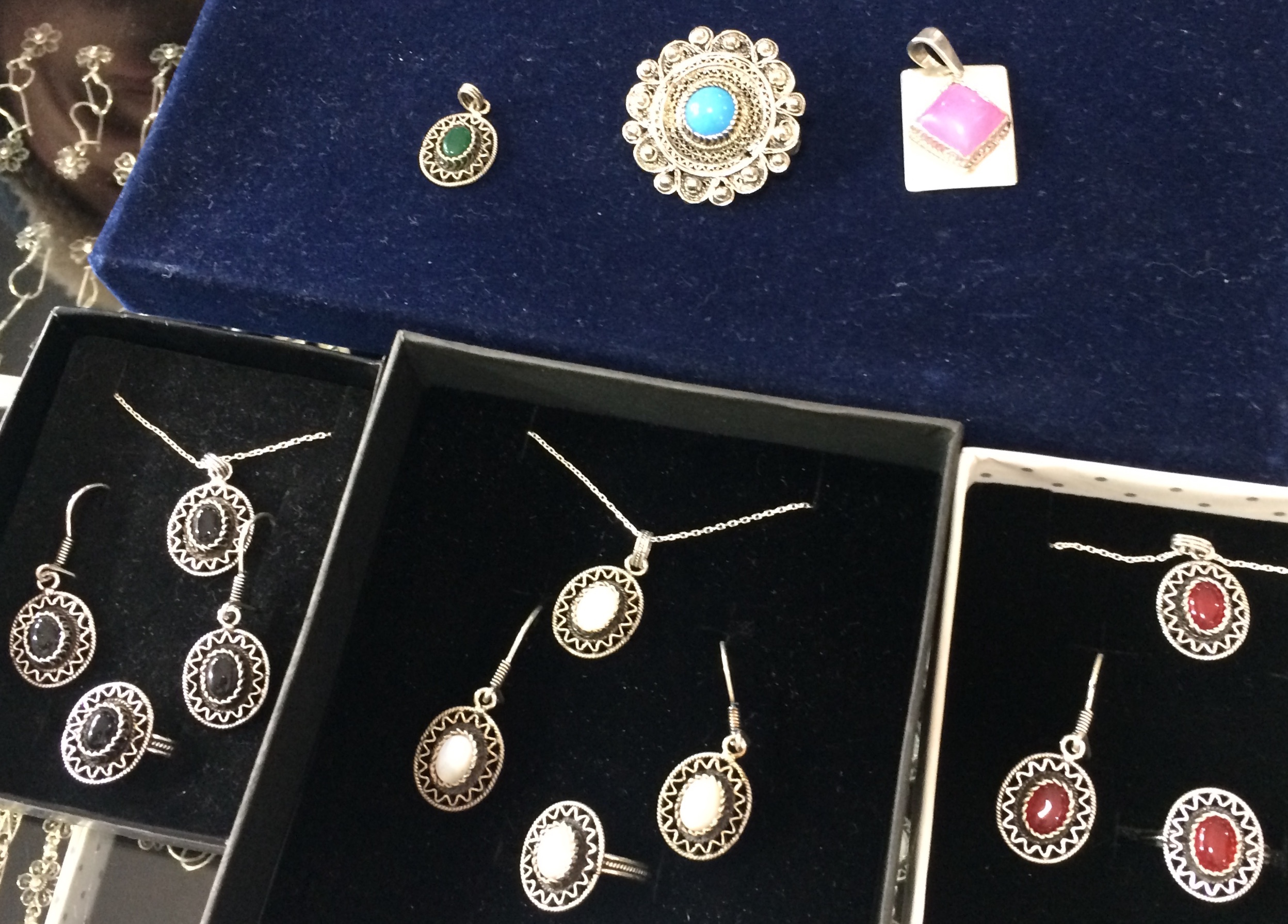
الأحجار الكريمة لشمال مقدونيا. في اتجاه عقارب الساعة من أعلى بروش: الفيروز، الياقوت الوردي، العقيق، عرق اللؤلؤ، الجزع، العقيق الأخضر

تمتد منطقة Olonos-Pindus من الجبل الأسود إلى رودس وهي عبارة عن حوض عميق من ألوشثون، مع الحجر الرملي الترياسي والحجر الجيري دريموس. يوجد معدن الأسبستوس في المفاصل في مقدونيا الغربية وفي الحافة المتعرجة لجبال فورينوس ماسيف. تم العثور على Stibnite هنا. كبريتيدات النحاس المنتشرة شائعة في الأوردة في مقدونيا الغربية. تقع الصخور الرسوبية لدورة جبال الألب بين المناطق النائية الأوروبية في سلسلة جبال الصرب المقدونية، والتي يبلغ عددها 28 قمة يبلغ ارتفاعها ألفي متر داخل حدود البلاد. الانهيارات الارضية حدث شائع وتسببت في وفيات وحزن اقتصادي. تتميز البلاد «بالنشاط الزلزالي العالي وتكرار حدوث الزلازل القوية والكارثية بشكل متكرر». كان هناك 270 زلزالًا كبيرًا من عام 1900 حتى عام 2017.
بلدة Kuklica الحجرية هي منطقة تتكون من أكثر من 120 عمودًا حجريًا تم تشكيلها بشكل طبيعي، وتقع في قرية Kuklica، بالقرب من Kratovo في مقدونيا الشمالية. يقع Kratovo، الذي يقع على منحدر جبل Osogovo، في حوض بركان خامد ويستضيف رواسب Plavica (أو Plavitsa)، التي تم استخراجها منذ العصر الروماني.
جبل أوسوجوفو نفسه عبارة عن كتلة صخرية جرانيتية (جزء من الكتلة الصربية المقدونية الصربية) من الصخور البلورية. أعلى قمة تسمى روين (Руен، 2251 م)، والتي تشكل العقدة الإملائية الرئيسية على الحدود بين بلغاريا ومقدونيا الشمالية. لها نقوش بركانية بارزة مصنوعة من القمم المخروطية والطوف البركاني وهي غنية بالخامات متعددة الفلزات. هناك العديد من الأساطير حول أصل اسم Osogovo، ولكن أشهرها هو أن المنطقة تمت تسويتها لفترة وجيزة من قبل عمال مناجم Transylvanian Saxons الذين كانوا يقومون بتعدين الذهب والفضة في المنطقة في الماضي. وفقًا لهذه الأسطورة، نشأ الاسم من الكلمات الجرمانية القديمة "osso" (الله) و "gov" (المكان) التي تعني «مكانًا إلهيًا».
دوفالو (المقدونية: Дувало) هي منطقة نشطة للطاقة الحرارية الأرضية تقع بالقرب من قرية Kosel، بالقرب من بحيرة أوهريد. إنه فومارول وموفيتا، وخلال العهد العثماني كان منجم كبريت. يوجد في كاتلانوفو حمامات حرارية، ويوجد نهر حجري بالقرب من بيليستر.
في الماضي، تم استخراج الحديد والكروم والدياتوميت والرخام والبيرلايت وغيرها من الموارد في مقدونيا الشمالية. [بحاجة لمصدر] تم استخراج الرصاص والزنك والنحاس والحجر الزخرفي والكوارتزيت على نطاق صغير في التسعينيات. [بحاجة لمصدر] يمكن العثور على خامات اليورانيوم بالقرب من Zletovska Reka و Podaresh.
تم اكتشاف Lorándite لأول مرة في رواسب Allchar ("Alshar" للبعض)، بالقرب من Kavadarci وجبل Kozuf في عام 1894 وسمي على اسم Loránd Eötvös، عالم الفيزياء المجري البارز. يتم الآن استخراج رواسب Allchar من أجل الثاليوم، وهو موقع لأكثر من 50 معدنًا. تم تعدين Allchar على الأقل منذ القرن الخامس عشر.
في عام 2017، قرر 13100 من السكان من أصل 13300 ناخب مؤهل في بلدية جيفجيليا في استفتاء ضد إذن مشغل منجم ذهب كان يأمل في استغلال منطقة شمال غرب مدينة جيفجيليا، على طول نهر كونجسكا.
منجم Damjan بالقرب من Radoviš عبارة عن رواسب من خيوط الحديد تتكون من الهيماتيت والمغنتيت والبيريت، والتي لديها دليل على خام النحاس Au. يتم استغلال النحاس والذهب في منجم Bucim (أو "Buchim" للبعض) الذي تديره الآن Solway، ويقع في Radovis.
Tajmište Mine، بالقرب من Kičevo، هو استغلال لخام الحديد تم منحه لشركة Tajmiste، التي فشلت في دفع الرسوم في مايو 2020. كما يوجد بالقرب من Kicevo منجم الفحم الحجري الذي كان في عام 2019 «شبه مستنفد». يقع منجم ساسا، الذي ينتج الزنك والرصاص بشكل أساسي، على جانب جبل أوسوجوفو. حتى وقت قريب، تم إنتاج خام ferronickel في Rzhanovo (Mount Kozuf) بواسطة Feni Industry وهي شركة تابعة لـ Cunico Resources، ولكن بسبب الظروف الاقتصادية تم إغلاق المنجم وكل ما تبقى في الإنتاج هو عملية التكرير. يشعر ميلشر وريتشل أن مقدونيا الشمالية لديها «إمكانات عالية لخامات الكروم والنيكل».
في عام 1971، تم تسمية معدن أكسيد التيتانيوم والرصاص، ماسيدونايت، من قبل رادوسينوفيتش وماركوف.
في عام 1994، اكتشف بيرمانك وآخرون تيلاسايت متناظر مركزيًا بالقرب من نيزيلوفو، في كتلة بيلاغونيا في الجزء العلوي من نهر بابونا، الذي يقع على الجانب الجنوبي من سلسلة جاكوبيكا. Nezhilovo هو موقع يضم 81 مركبًا معدنيًا مختلفًا.
في عام 1996، اكتشف Bermanec وآخرون Nezhilovite، مغناطيسي جديد، بالقرب من القرية التي تحمل نفس الاسم.
في عام 2016، اكتشف Chukanov وآخرون ferricoronadite، وهو معدن جديد مرة أخرى بالقرب من قرية Nezhilovo.
الدولة الوحيدة في أوروبا القارية التي لديها ياقوت طبيعي هي مقدونيا. يمكن العثور عليها بشكل أساسي حول مدينة بريليب، على سبيل المثال في مقلع سيفيك. يتم تضمين الياقوت أيضًا في شعار النبالة المقدوني.
1. ألماندين
2. الكالسيت
3. كلينوكلور
4. اكسيد الالمونيوم
5. دياسبور
6. الدولوميت
7. الفلوريت
8. Kosmatite - إما كلينتونيت أو مارغريت
9. فلوجوبيت
10. روتيل
11. موسكو
12. لبيريت
13. كوارتز
14. لتورمالين
15. الزوسيت